# デイブ・ダルビー
デイブ・ダルビー（David Merle Dalby  1950年4月20日-2002年8月30日）はミネソタ州アレクサンドリア出身のアメリカンフットボール選手。ポジションは主にセンター。
UCLAを卒業後、1972年のNFLドラフト4巡でオークランド・レイダースに指名されて入団した。彼は第11回スーパーボウル、第15回スーパーボウル、第18回スーパーボウルで先発出場している。1977年にはプロボウルに選出された。
引退直前にはドン・モスバーにポジションを奪われた。
現役引退後の1999年にトロイ・エイクマンや他のスポーツ選手と同時にUCLAの殿堂入りを果たした。
2008年プロフットボール殿堂入り候補として133人の中にノミネートされた。